# Panipahan
Panipahan is een bestuurslaag in het regentschap Rokan Hilir van de provincie Riau, Indonesië. Panipahan telt 5363 inwoners (volkstelling 2010).